# KFJB 33–50, 151–154
A KFJB 33–50, 151–154 egy gyorsvonati szerkocsisgőzmozdony-sorozat volt a Ferenc József császár Vasútnál (Kaiser Franz-Josephs-Bahn, KFJB).
Az ebbe a sorozatba tartozó mozdonyokat a Sigl bécsi és a floridsdorfi mozdonygyárak szállították 1873-ban a KFJB-nek, ahol a 33-50, valamint a 151-153 pályaszámokat kapták.
A KFJB 1884-es államosítása után a cs. kir. osztrák Államvasutak (österreichischen Staatsbahnen (kkStB) a 26 sorozat 01-22 pályaszámait adta nekik.
A mozdonyok 1890 és 1895 között új kazánt kaptak. A táblázatban láthatóak a különbségek. Az új kazánok részletekben eltértek egymástól.
Az első világháború után már csak öt mozdony volt üzemben, ezek a 24.06, 10, 16, 19 és 20 pályaszámúak voltak. Valamennyi a Csehszlovák Államvasutak (ČSD) állományába került a ČSD 233.1 sorozatba. 1928-ig selejtezték őket.

## Fordítás
- Ez a szócikk részben vagy egészben  a   KFJB 33–50, 151–154 című német Wikipédia-szócikk fordításán alapul.  Az eredeti cikk szerkesztőit annak laptörténete sorolja fel. Ez a jelzés csupán a megfogalmazás eredetét és a szerzői jogokat jelzi, nem szolgál a cikkben szereplő információk forrásmegjelöléseként.

Az eredeti szócikk forrásai szintén ott találhatóak.